# Elecciones generales de Filipinas de 1943
Las elecciones a la Asamblea Nacional de la Segunda República Filipina tuvieron lugar el 11 de noviembre de 1943, una vez realizada la invasión del país por el Imperio del Japón y la caída de Manila el 2 de enero de 1942. El régimen impuesto por los japoneses era una dictadura fascista de partido único con el KALIBAPI como única fuerza política legal. 54 escaños eran "electos" en las provincias del país, y otros 54 eran gobernadores provinciales y alcaldes de las ciudades. José P. Laurel fue elegido presidente.
El gobierno de la Mancomunidad Filipina fue exiliado a los Estados Unidos por las fuerzas de ocupación. Los que se quedaron fueron coaccionados para formar un gobierno títere pro-japonés. Para obtener el apoyo de la población filipina, el Primer ministro Hideki Tōjō prometió concederle a Filipinas la independencia total antes de lo estipulado en la Ley Tydings-McDuffie, por lo que se redactó una constitución y se estableció la unicameral Asamblea Nacional para un período de tres años, que no llegaría a completarse por la liberación del país de las fuerzas ocupantes en agosto de 1945.